# Shore Acres (film 1914)
Shore Acres è un film muto del 1914 diretto da John H. Pratt. Prodotto dalla All Star Feature Film, aveva come interpreti Charles A. Stevenson, Riley Hatch, Conway Tearle, Edward Connelly, Violet Horner, Harry Knowles. Fu l'esordio sullo schermo per Madge Evans che all'epoca aveva solo cinque anni.
La sceneggiatura di Louis Reeves Harrisone e Augustus Thomas si basa sull'omonimo lavoro teatrale di James A. Herne andato in scena in prima a Boston nel 1892, prodotto poi anche a New York nel 1895. Nel 1920, la Metro ne fece un remake diretto da Rex Ingram.

## Trama
Shore Acres è la fattoria dove sono nati e cresciuti Nathaniel e Martin Berry. I due fratelli, diventati adulti, finiscono per innamorarsi della stessa ragazza, ma Nathaniel si tira indietro lasciando che lei sposi Martin mentre lui se ne va, per arruolarsi nell'esercito. Il tempo passa. Dal matrimonio di Martin con Ann è nata una figlia, Helen. La giovane, innamorata del dottor Sam Warner, viene concupita da Josiah Blake, un agente immobiliare poco raccomandabile che ha anche convinto Martin, il padre di Helen, a ipotecare Shore Acres per una speculazione che vede contrari sia Ann che Nathaniel. Per dividere Helen da Sam, Blake denigra il dottore presso Martin, al quale avvelena la mente con le sue calunnie, tanto da spingerlo a cercare di sparare al medico. Helen fugge via con Sam, lasciando Shore Acres da dove i due restano lontani per oltre un anno. Quando tornano, sono insieme al loro bambino. Martin, nel frattempo, ha perso tutto con i suoi investimenti sbagliati. Nathaniel riuscirà a salvare la situazione usando il denaro della sua pensione per riacquistare la fattoria riscattando l'ipoteca di Martin.

## Produzione
Il film fu prodotto dalla All Star Feature Film Corp.

## Distribuzione
Distribuito dalla Alco Film Corporation, il film uscì nelle sale cinematografiche statunitensi il 26 ottobre 1914.
Non si conoscono copie ancora esistenti della pellicola che viene considerata presumibilmente perduta.